# 胡德兰
胡德兰（1905年12月13日—1995年8月1日），女，江西省星子县人，中国社会活动家，教育家，政治人物。江西省政协原副主席。江西省人民政府首任省长邵式平的夫人。

## 生平
1905年农历11月17日生于江西省星子县蛟塘乡龙溪胡村。她的父亲胡崇旗、祖父胡修甫、曾祖父胡灵霄都是前清秀才。胡德兰2岁的时候父亲因病早逝。10岁时，母亲刘火秀又被迫离家外嫁。所以，胡德兰幼时主要靠祖父母的抚养和伯父的接济生活。1919年春，胡德兰随伯父到南昌，投考江西省立甲种女子职业学校，在校期间参加五四运动。经过一年预科后进入蚕桑专业班学习，1923年春毕业。同年秋到景德镇市女子公学教书。1924年又随伯父到德安县私立沈毅学校教书，1925年任代理校长，同年加入中国共产党。期间，胡德兰通过弟弟与邵式平相识，两人互相爱慕，频繁书信来往。1927年2月1日（农历除夕），两人在弋阳县的县城里举办了简朴的婚礼。
胡德兰历任横峰县苏维埃政府主席团委员兼秘书长，闽浙赣省军区供给部部长，闽浙赣省和闽赣省教育部部长，中央苏区国家医院院长，晋察冀边区第五专署秘书主任，晋察冀边区政府粮食局秘书主任，嫩江省粮食局局长，东北第一纺织厂经理等职。
1949年中华人民共和国成立后，胡德兰历任江西省民主妇女联合会副主任（主任为危秀英），江西省建设厅、交通厅、工业厅副厅长，省计划委员会第一副主任，省物资局局长，中共江西省委第五、六届委员会委员，江西省人民委员会委员，江西省第四届政协副主席（1978年－1983年），第五届全国人大代表（1978年－1983年）。
胡德兰晚年生活简朴，将积蓄全部捐献给当地的教育事业。1995年8月1日在南昌病逝，终年89岁。